# ISO 3166-2:FI

Landschaften Finnlands

Die Liste der ISO-3166-2-Codes für  Finnland enthält die Codes für die 19 Landschaften (finnisch maakunta, schwedisch landskap).

Die Codes bestehen aus zwei Teilen, die durch einen Bindestrich voneinander getrennt sind. Der erste Teil gibt den Landescode gemäß ISO 3166-1 (für  Finnland FI), der zweite den Code für die Landschaft wieder.
Die aktuellen Codes stehen auf der Seite der ISO unter #iso:code:3166:FI zur Verfügung.

| Landschaft                              | Finnisch             | Schwedisch            | Code  |
| --------------------------------------- | -------------------- | --------------------- | ----- |
| Åland                                   | Ahvenanmaan maakunta | Landskapet Åland      | FI-01 |
| Kainuu                                  | Kainuu               | Kajanaland            | FI-05 |
| Kanta-Häme                              | Kanta-Häme           | Egentliga Tavastland  | FI-06 |
| Kymenlaakso                             | Kymenlaakso          | Kymmenedalen          | FI-09 |
| Lappland                                | Lappi                | Lappland              | FI-10 |
| Mittelfinnland                          | Keski-Suomi          | Mellersta Finland     | FI-08 |
| Mittelösterbotten                       | Keski-Pohjanmaa      | Mellersta Österbotten | FI-07 |
| Nordkarelien                            | Pohjois-Karjala      | Norra Karelen         | FI-13 |
| Nordösterbotten                         | Pohjois-Pohjanmaa    | Norra Österbotten     | FI-14 |
| Nordsavo                                | Pohjois-Savo         | Norra Savolax         | FI-15 |
| Päijät-Häme                             | Päijät-Häme          | Päijänne-Tavastland   | FI-16 |
| Österbotten                             | Pohjanmaa            | Österbotten           | FI-12 |
| Pirkanmaa                               | Pirkanmaa            | Birkaland             | FI-11 |
| Satakunta                               | Satakunta            | Satakunda             | FI-17 |
| Südkarelien                             | Etelä-Karjala        | Södra Karelen         | FI-02 |
| Südösterbotten                          | Etelä-Pohjanmaa      | Södra Österbotten     | FI-03 |
| Südsavo                                 | Etelä-Savo           | Södra Savolax         | FI-04 |
| Uusimaa                                 | Uusimaa              | Nyland                | FI-18 |
| Varsinais-Suomi (Eigentliches Finnland) | Varsinais-Suomi      | Egentliga Finland     | FI-19 |

## Codes vor Newsletter II-3

Lääni Finnlands

Von der Veröffentlichung im Jahr 1998 bis zur Änderung im Dezember 2011 bestanden die ISO-3166-2-Codes für Finnland aus den Kürzeln der sechs Provinzen (Lääni).
| Lääni        | Finnisch           | Schwedisch          | Nordsamisch         | Code  |
| ------------ | ------------------ | ------------------- | ------------------- | ----- |
| Åland        | Ahvenanmaan lääni  | Ålands län          | Ålándda leatna      | FI-AL |
| Lappland     | Lapin lääni        | Lapplands län       | Lappi leatna        | FI-LL |
| Ostfinnland  | Itä-Suomen lääni   | Östra Finlands län  | Nuorta-Suoma leatna | FI-IS |
| Oulu         | Oulun lääni        | Uleåborgs län       | Oulu leatna         | FI-OL |
| Südfinnland  | Etelä-Suomen lääni | Södra Finlands län  | Lulli-Suoma leatna  | FI-ES |
| Westfinnland | Länsi-Suomen lääni | Västra Finlands län | Oarje-Suoma leatna  | FI-LS |